# Armand Renaud
Armand Renaud (* 29. Juli 1836 in Versailles, Département Yvelines; † 15. Oktober 1895 in Paris) war ein französischer Lyriker.
Renaud verdiente seinen Lebensunterhalt als Angestellter der Verwaltung im Pariser Rathaus. Dort war er auch kurzzeitig ein Kollege von Léon Valade. Später wurde Renaud in die Präfektur des Départements Seine versetzt und den Höhepunkt seiner Karriere bildete die Ernennung zum „Inspecteur des Beaux-Arts“.
Befreundet mit dem Schriftsteller Stéphane Mallarmé kam er Renaud in Kontakt mit den Parnassiens. Heute zählt man Renaud ebenfalls zu dieser literarischen Vereinigung.

## Rezeption
Das gesamte literarische Schaffen Renauds verrät den Einfluss der klassischen persischen und auch japanischen Poesie. Viele seiner Gedichte wurden dem Zeitgeist entsprechend durch den Komponisten Camille Saint-Saëns vertont.

## Werke (Auswahl)
- Au bruit du canon. 1871
- Caprices de boudoir. 1864
- Drames du peuple. 1885
- La griffe rose. 1862
- L'héroïsme. 1873
- Idylles japonaises. 1880
- Nuits persanes. 1870
- Les poèmes de l'amour. 1860
- Recueil intime. 1881